# De Grafische

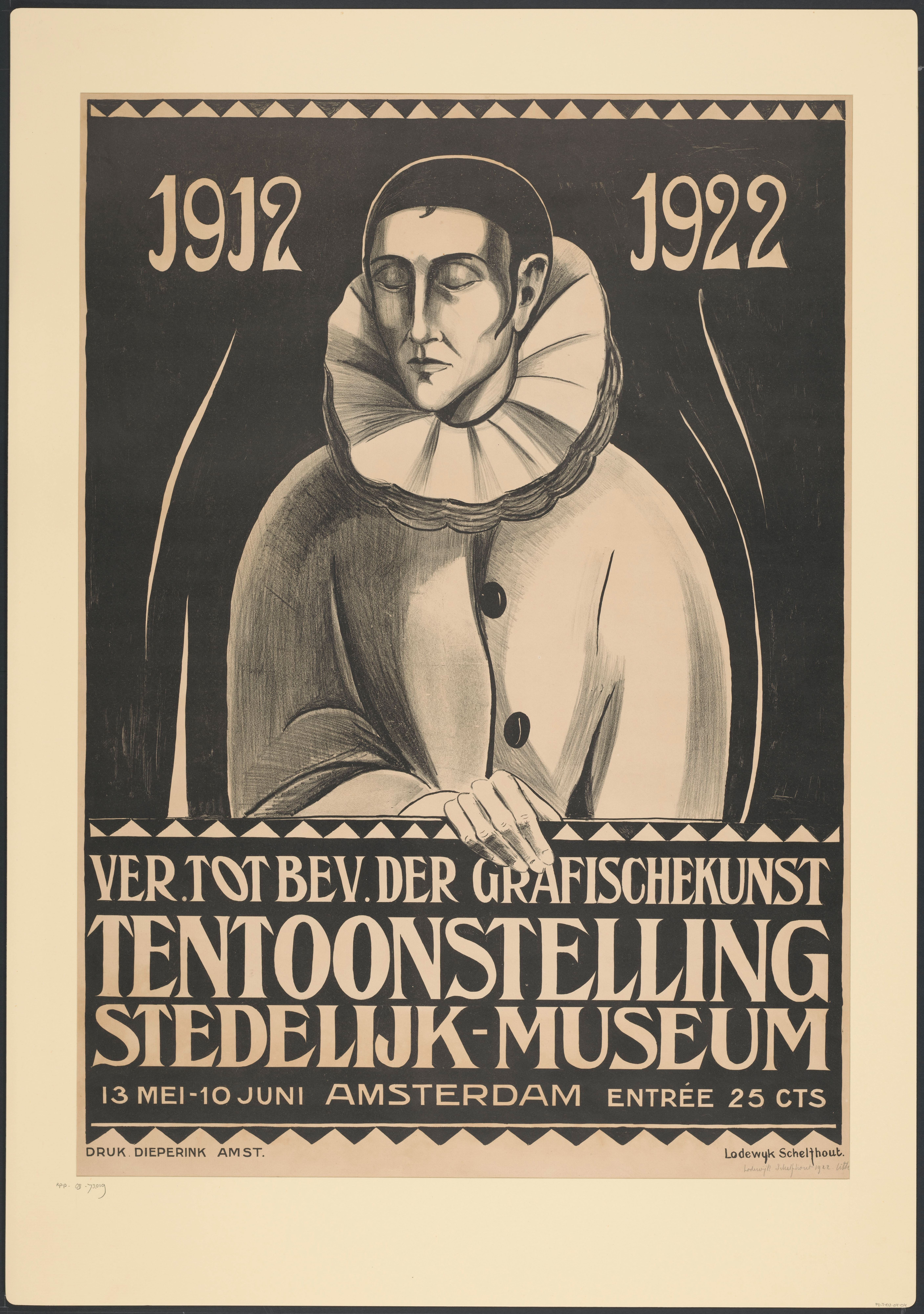
Affiche voor een jubileumtentoonstelling in het Stedelijk Museum Amsterdam (Lodewijk Schelfhout, 1922)

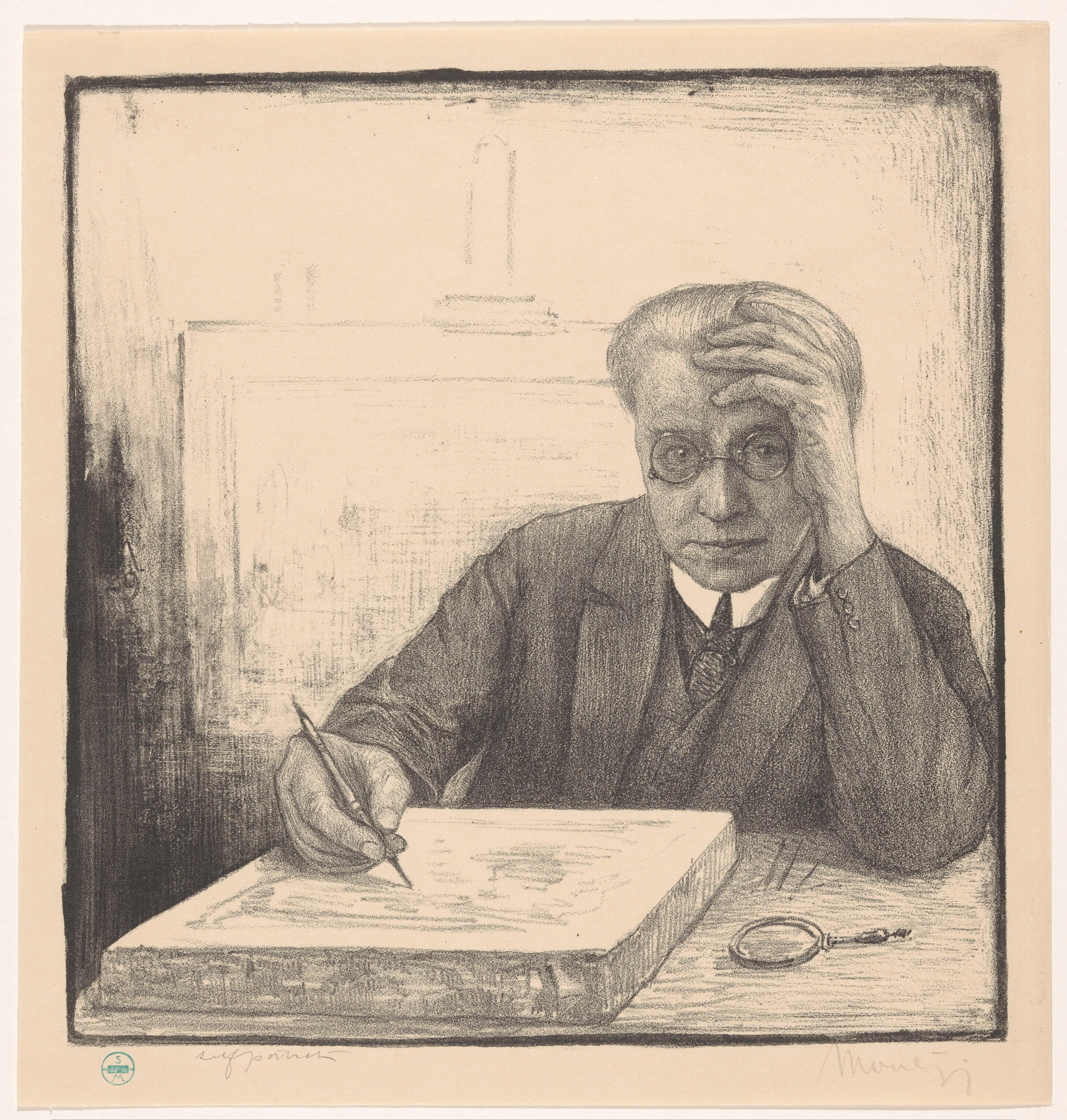
Zelfportret met lithosteen van (Simon Moulijn, 1929)

De Grafische, met als statutaire naam Vereeniging tot Bevordering der Grafische Kunst, werd in 1912 opgericht als een Nederlandse vereniging voor grafische kunst en grafische kunstenaars. Na een fusie in de jaren 50 werd de naam Vereniging tot Bevordering der Grafische Kunst (De Grafische). De vereniging werd in 1972 opgeheven.

## Geschiedenis
In 1884 werd de Nederlandsche Etsclub opgericht, met als drijvende krachten Jan Veth en Willem Witsen, die de aandacht voor deze grafische kunst wilde vergroten door het uitbrengen van etsen en het organiseren van tentoonstellingen. Al in 1896 werd de club ontbonden, omdat het oorspronkelijk doel vrijwel was bereikt. De belangstelling voor de grafische kunst bleef en een jongere generatie kunstenaars kwam op. Kunstcriticus R.W.P. de Vries jr. noemt het "geen wonder" dat er een nieuwe vereniging werd opgericht. De eerste vergadering van een aantal geïnteresseerde grafische kunstenaars vond daarvoor plaats op 30 december 1911 in Amsterdam en begin 1912 werd de Vereeniging tot Bevordering der Grafische Kunst officieel opgericht. Het eerste bestuur werd gevormd door een aantal van de oprichters:  J.G. Veldheer (voorzitter), Simon Moulijn (secretaris), Antoon Derkzen van Angeren, Etha Fles en W.O.J. Nieuwenkamp.
De vereniging werd opgericht met als doel "werkzaam te zijn in het belang der grafische kunst en van hare beoefenaren. Onder grafische kunst wordt verstaan: de oorspronkelijke etskunst, de graveerkunst in metaal en hout en de lithografie." Dat doel wilde zij onder meer bereiken door dergelijke kunst aan te moedigen, tentoonstellingen te houden, inlichtingen op dit gebied te verschaffen, het uitgeven van geschriften om kennis te vergroten en door de belangen van grafische kunstenaars te verdedigen. Men kon slechts op uitnodiging lid worden. Voor leden die nog niet via een kunsthandel verkochten, werd geregeld dat 't Binnenhuis hun werk zou tonen in wisselende, kleine verkoopexposities. Eind 1912 vond in het Stedelijk Museum Amsterdam de eerste verenigingstentoonstelling plaats. Begin 1913 waren er 38 werkende leden, 11 donateurs en 20 kunstlievende leden. Er werd al kort na de oprichting gesproken over de Grafische Vereeniging of kortweg de Grafische. De vereniging sloot zich aan bij het Verbond van Nederlandsche kunstenaarsverenigingen (1912) en de Federatie van Nederlandsche beeldende kunstenaarsvereenigingen (1931).

### Fusie
In 1947 werd de Nederlandse Kring van Grafici ('De Kring') opgericht, als vakgroep van de Nederlandse Federatie van Beroepsverenigingen van Kunstenaars. Een aantal jaren deed later De Kring een voorstel tot fusie aan De Grafische. Ondanks protesten van een aantal leden, onder meer vanwege het wegvallen van de ballotage, stemde het bestuur daar eind 1950 mee in. De fusievereniging ging verder als de 'Vereniging tot Bevordering der Grafische Kunst (De Grafische)'. Tot het eerste bestuur hoorden Hans van Dokkum (1e voorzitter), J.M. Prange (2e voorzitter), Harry van Kruiningen (1e secretaris), Jan Sleper (2e secretaris), M. van de Jagt (penningmeester) en Ger Gerrits (archivaris).
De Grafische had in 1962, bij het 50-jarig bestaan 71 werkende leden, 48 donateurs en vier ereleden. Het jubileum werd gevierd met de uitgebreide tentoonstelling Prent in het Stedelijk Museum Amsterdam, waar 300 werken waren te zien. Verder werden de grafische technieken in beeld gebracht aan de hand van drie documentaires, met als verzameltitel De Zwarte Tampon, van graficus Harry van Kruiningen en cineast Ulkoja en liet Escher zien hoe hij van schets tot prent zijn werk uitvoerde. Naast werk van de leden werd er ook aandacht besteed aan onder andere Chinese houtsneden uit de 9e eeuw, gravures van Lucas van Leyden, etsen van Rembrandt en litho's van Goya. Bij de tentoonstelling verscheen de uitgave De grafische 50, met 50 reproductieprenten.
De vereniging werd in 1972 opgeheven. Het archief van De Grafische werd door oud-voorzitter Hans van Dokkum in de periode 1975-1992 geschonken aan het RKD-Nederlands Instituut voor Kunstgeschiedenis in Den Haag.

## Activiteiten

### Tentoonstellingen
De Grafische exposeerde vrijwel jaarlijks, binnen Nederland vooral bij het Stedelijk Museum Amsterdam, maar onder andere ook in het Bonnefantenmuseum, Maastricht (1954), in Museum Boijmans in Rotterdam (1946), het Catharina Gasthuis in Gouda (1952), het Centraal Museum in Utrecht (1949), Frans Hals Museum (1950) in Haarlem. Museum De Lakenhal, Leiden (1954, 1965), in Museum Fodor, Amsterdam (1953), in de Hengelose Kunstzaal (1960), het Panorama Mesdag in Den Haag (1950), bij de Pulchri Studio in Den Haag (1917, 1919, 1920, 1922, 1926), bij de Rotterdamse Kunstkring (1914-1915), in de Waag in Almelo (1959) en bij Pictura in Groningen (1970). Bij een aantal tentoonstellingen werden ook niet-leden uitgenodigd hun grafisch werk te exposeren. Buiten Nederland werd het werk van de leden onder meer getoond bij de Fine Art Society in Londen (1929), het Vychodoslovenské Muzeum in Košice (1934), het Nationalmuseum in Stockholm (1954), de Biënnale van Venetië (1955) en het Museum Arnold Vander Haeghen in Gent (1957).

### Publicaties
De vereniging gaf jaarboeken, mapjes met prenten van leden en de volgende boekwerkjes uit:
- 1930 De vagebond, door Adriaan Roland Holst. Typografie en omslagpapier door F. Mees, met houtsneden van N. Eekman. Gedrukt op de pers van S.H. de Roos.
- 1931 Pan, van Herman Gorter, met illustraties van Wout van Heusden.
- 1933 Grafischen Almanak 1934. Rotterdam: W.L. & J. Brusse's Uitgeversmaatschappij. Met houtsneden van W.J. Rozendaal.
- 1936 Beknopte beschrijving van de drie voornaamste prenttechnieken.[12]
- 1938 Twaalf houtsneden door J.L.M. Lauweriks.
- 1941 Rijmprent Lof der stoomvaart, met gedicht van J. Slauerhoff en illustraties van Thijs Mauve. Kerstuitgave.
- 1949 De wereld van het wit en zwart, met illustraties van Thijs Mauve en Pam Rueter.
- 1953 De Grafische ABC
- 1962 De grafische 50.
- 1963 De tekens van de dierenriem. Samengesteld door Pam Rueter, met illustraties van Henk Hester, Fon Klement, Fokko Mees, Ru van Rossem en Wim Zwiers.
- 1969 De Zeven Hoofdzonden : prentenboek voor de rijpere jeugd en overrijpe ouderdom. Samengesteld door Pam Rueter, met illustraties van Gerd Arntz, Fer Hakkaart, Anneke Kuyper, Jan Mensinga en Henk Hester.

De Grafische ondersteunde in 1932 de uitgave van Van prenten en platen van Jan Poortenaar, een boekje over grafische technieken.

## Leden
- Elisabeth Adriani-Hovy
- Henk Albers
- Peter Alma
- Gerd Arntz
- Cees Bantzinger
- Cor Basart
- Hans Beers
- Hubert Bekman
- Herman Berserik
- Jan Bezemer
- Jeanne Bieruma Oosting
- Jan Boon
- Etienne Bosch
- Maaike Braat
- Kuno Brinks
- Frederika Broeksmit
- Livinus van de Bundt
- Jenny Dalenoord
- Jan Arien Deodatus
- Antoon Derkzen van Angeren
- Walter van Diedenhoven
- Aart van Dobbenburgh
- Hans van Dokkum (vz)
- Piet van Dokkum
- Debora Duyvis
- Johan Dijkstra
- Nico Eekman
- M.C. Escher
- Bernard Essers
- Etha Fles
- Jan Franken Pzn.
- Ger Gerrits
- Jan Giesen
- Johannes Graadt van Roggen
- Julie de Graag
- Albert Hahn jr.
- Fer Hakkaart
- Ferdinand Hart Nibbrig
- Dirk Harting
- Gerrit Haverkamp
- Hendrik Haverman
- Johan van Hell
- Johan Hemkes
- Arend Hendriks
- Henk Hester
- Kees Heynsius
- Gert van der Hoef
- W.G. Hofker
- Theo van Hoytema
- Isaac Israëls
- Herman van der Jagt
- Samuel Jessurun de Mesquita
- Gerrit de Jong
- Toon de Jong
- Fon Klement
- Edzard Koning
- Willem van Konijnenburg
- Harry van Kruiningen
- Anneke Kuyper
- Frits Lensvelt Jr.
- Willem van Leusden
- Alfred Löb
- Huib Luns
- Dick van Luijn
- Jan Mankes
- Thijs Mauve
- Fokko Mees
- Henk Melgers
- Jan Mensinga
- Werner Moonen
- Wim Motz
- Simon Moulijn (vz)
- W.O.J. Nieuwenkamp
- Wim Noordhoek
- Dirk Nijland
- Wim Oepts
- Ton van Os
- Willem den Ouden
- Jan Poortenaar
- J.M. Prange
- Riekele Prins
- Emile Puettmann
- Ina Rahusen
- Etie van Rees
- R.N. Roland Holst
- Gé Röling
- S.H. de Roos
- W.J. Rozendaal
- Ru van Rossem
- Georg Rueter
- Pam Rueter
- Lodewijk Schelfhout
- Lode Sengers
- Jan Sleper
- Kees Spermon
- C. Storm van 's Gravesande
- G.A.H. van der Stok
- Lou Strik
- Jan Strube
- W.B. Tholen
- Jan Toorop
- Kees van Urk
- Maurits van der Valk
- Karel van Veen
- J.G. Veldheer (vz)
- Jan Veth
- Cornelis Veth
- André van der Vossen
- Daan de Vries
- Henriette de Vries
- Adolf van Weezel Errens
- Oswald Wenckebach
- Toon Wegner
- Roline Wichers Wiersema
- Ben Wierink
- Johan Windhorst
- Jan Wittenberg
- Philip Zilcken
- Willem de Zwart
- Wim Zwiers

vz = naast lid ook voorzitter van De Grafische 
Leden in beeld

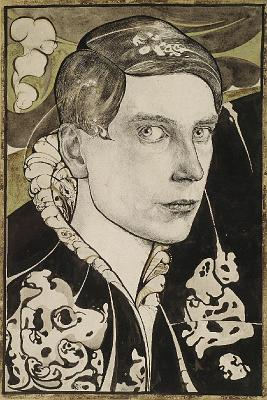
zelfportret Bernard Essers (ca. 1914)
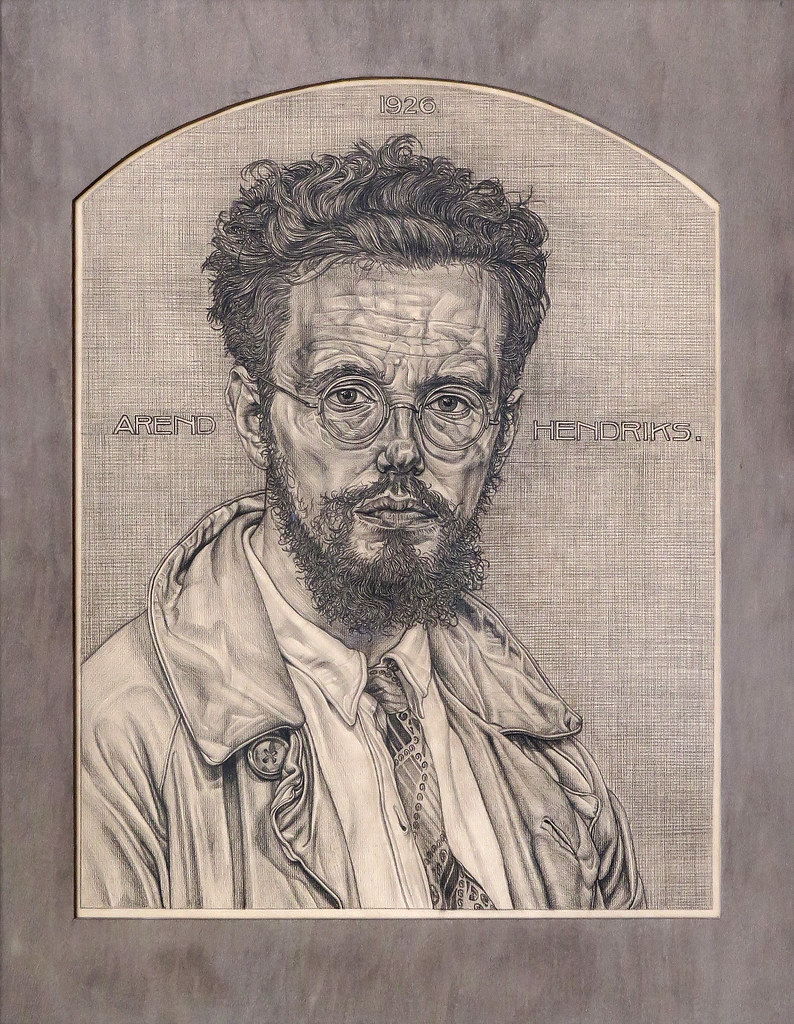
zelfportret Arend Hendriks (1926)
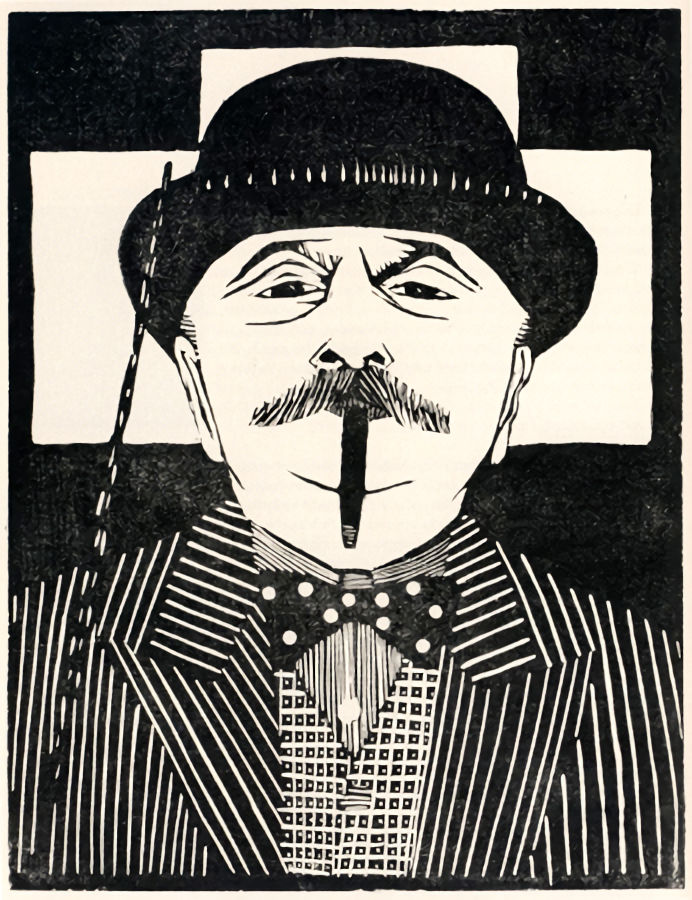
zelfportret Samuel Jessurun de Mesquita (1935)
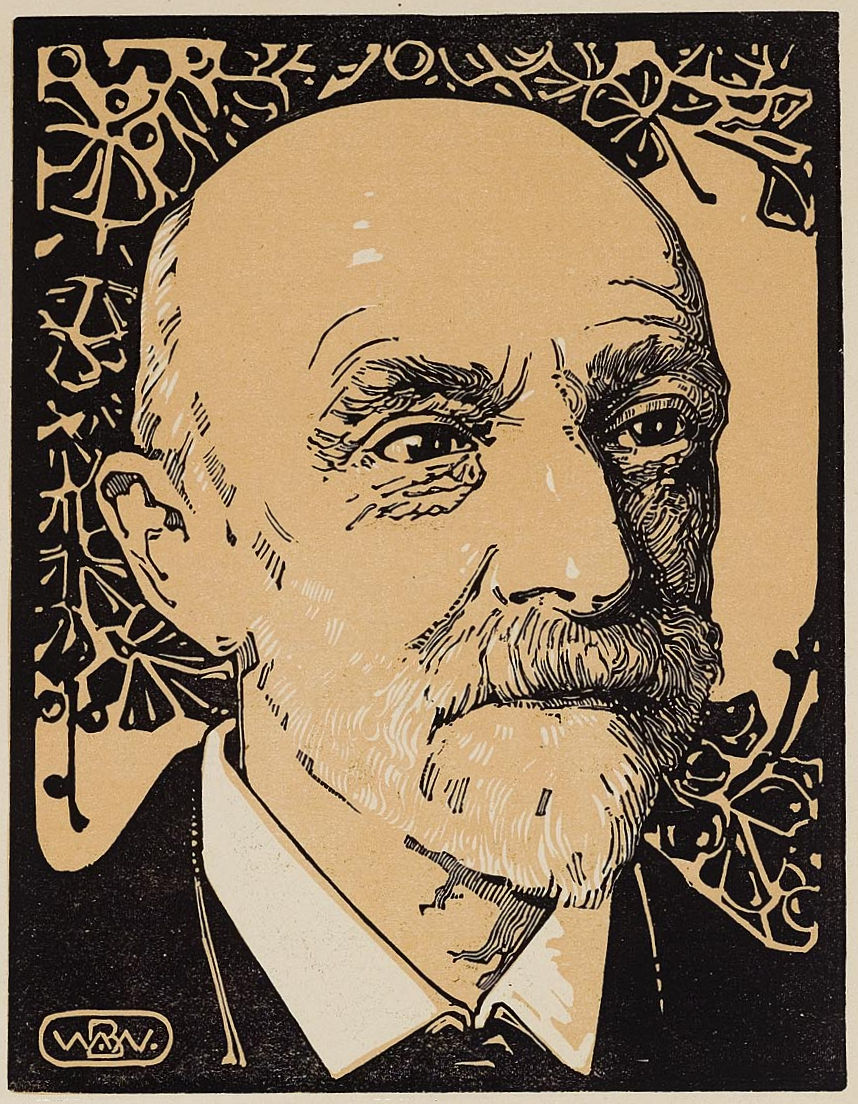
portret Maurits van der Valk door Ben Wierink
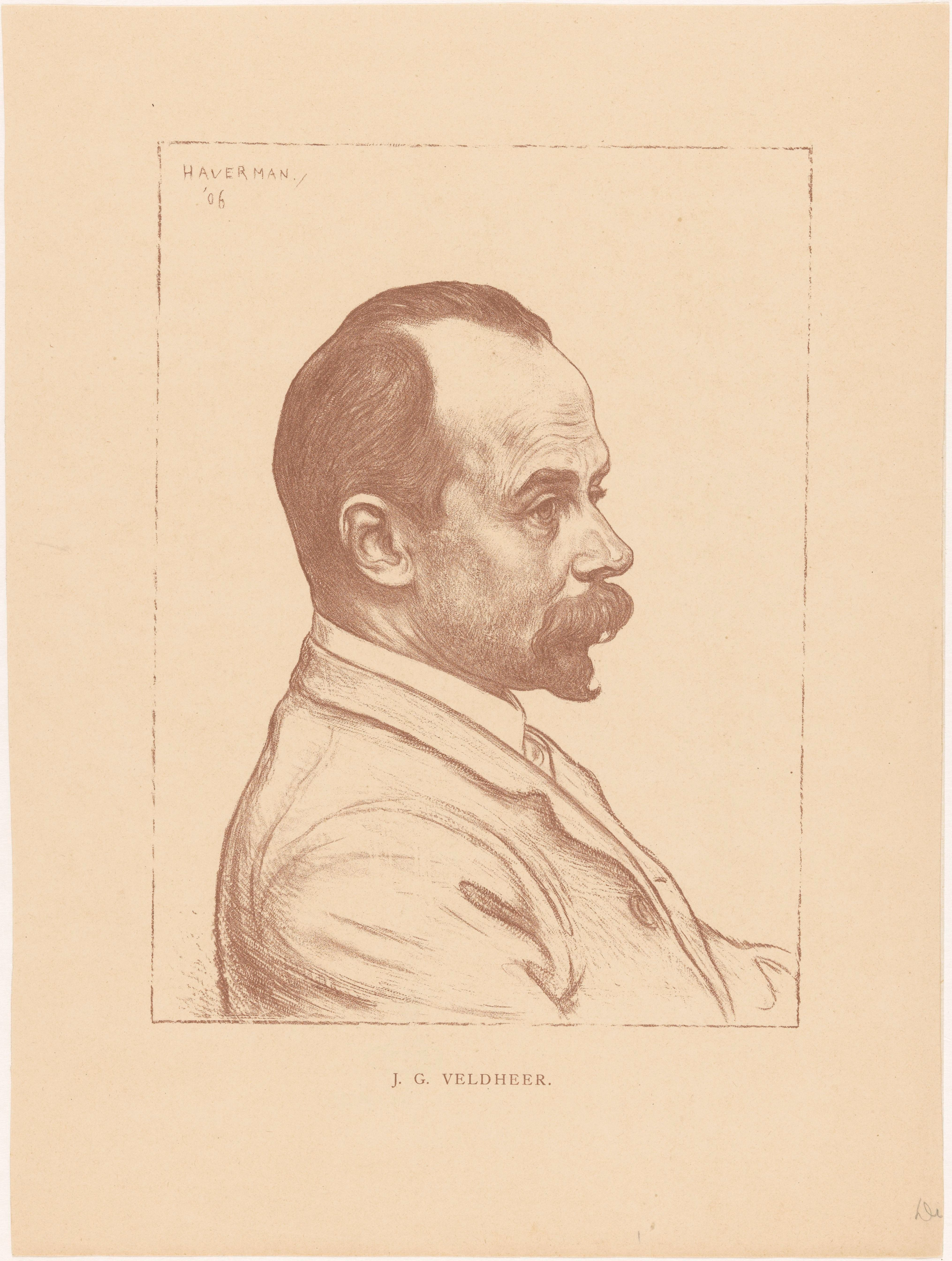
portret van Jaap Veldheer door Hendrik Haverman (1906)